# کلاوس تامفورد
کلاوس تامفورد (انگلیسی: Klaus Thomforde؛ زادهٔ ۱ دسامبر ۱۹۶۲) بازیکن فوتبال بازنشسته اهل آلمان است.
از باشگاه‌هایی که در آن بازی کرده‌است می‌توان به باشگاه فوتبال سن پائولی اشاره کرد.